# Округ Пуласки (Кентаки)
Округ Пуласки (енгл. Pulaski County) је округ у америчкој савезној држави Кентаки.

## Демографија
По попису из 2010. године број становника је 63.063, што је 6.846 (12,2%) становника више него 2000. године.
| Група             | 2000.          | 2010.          |
| Белци             | 54.457 (96,9%) | 59.943 (95,1%) |
| Афроамериканци    | 604 (1,1%)     | 727 (1,2%)     |
| Азијати           | 208 (0,4%)     | 290 (0,5%)     |
| Хиспаноамериканци | 454 (0,8%)     | 1.318 (2,1%)   |
| Укупно            | 56.217         | 63.063         |